# Абноба
Абноба (лат. Abnoba) је у келтској митологији била богиња Шварцвалда (Немачка) и околине, његових шума и река, као и рођења; изразито поштована у тој области .

## Етимологија
За етимолошко објашњење имена ове богиње постоје три тумачења. Сва три се слажу да потиче из пра-келтика, од , али:
- по једном тумачењу, прото-келтско nōb је изведено из пра-индо-европског језика, од речи nebh- - влажност, док је први део њеног имена ab- - вода. С ове тачке гледишта, име би се могло противмачити као влага речног тока, што је, ипак, мало натегнута конструкција.
- друго тумачење полази од тога да корен nebh- означава влажност, али може значити и магла, облак, измаглица, тако да би њено име могло да означава маглени ток.
- треће тумачење се ослања на типична келтска имена. И у овом случају ab- има исто значење, као и у претходним, али изгледа да му -n- даје конотацију речног демона. У овом случају -noba остаје небјашњено.

## Паралеле
Абнобиним паднданом се сматра Дијана, а могуће је повезатије и са Арцио.
Такође, према Тациту, Абноба је и име планине (дела Шварцвалда) где извире Дунав. Исто се помиње и код Птолемеја.

## Легенде
Сматра се да је њено име претеча имена Ејвон (Avon).
У римским купатилима у Баденвелеру (Badenweiler) постоји олтар посвећен Дијани Абноби, што води ка чињеници да је вероватно била и богиња лова.